# Salix jinchuanica
Salix jinchuanica — вид квіткових рослин із родини вербових (Salicaceae).

## Морфологічна характеристика
Це кущ до 2 метрів заввишки. Однорічні гілочки голі, чорно-коричневі, молоді блискучі гілочки запушені. Листкова ніжка до 13 мм; Листкова пластинка довгаста чи зворотно-яйцювато-видовжена, ≈ 5 × 2 см, абаксіально сиза, зеленувата, адаксіально темно-зелена, гола, за винятком ворсинок уздовж середньої жилки, край цільний, верхівка гостра чи тупа. Жіночі сережки 22 × 7 мм, густоквіта, 25 × 15 мм у плоді. Коробочка 3–5 мм, сидяча.

## Середовище проживання
Сичуань. Населяє гори; на висотах 4000–4600 метрів.